# Мак-Ферсон (округ, Небраска)
Округ Мак-Ферсон (англ. McPherson County) — округ, расположенный в штате Небраска (США) с населением в 539 человек по статистическим данным переписи 2010 года. Столица округа находится в невключённой общине Трайон.

## История
Округ Мак-Ферсон был образован в 1887 году и получил своё официальное название в честь генерала федеральной армии эпохи Гражданской войны, Джеймса Макферсона.

## География
По данным Бюро переписи населения США округ Мак-Ферсон имеет общую площадь в 2227 квадратных километров, из которых 2225 кв. километров занимает земля и 2 кв. километра — вода. Площадь водных ресурсов округа составляет 0,12 % от всей его площади.

### Соседние округа
- Хукер (Небраска) — север
- Томас (Небраска) — северо-восток
- Логан (Небраска) — восток
- Линкольн (Небраска) — юго-восток
- Кит (Небраска) — юго-запад
- Артур (Небраска) — запад

## Демография
По данным переписи населения 2000 года в округе Мак-Ферсон проживало 533 человека, 157 семей, насчитывалось 202 домашних хозяйств и 283 жилых домов. Средняя плотность населения составляла менее 4,13 человека на один квадратный километр. Расовый состав округа по данным переписи распределился следующим образом: 97,94 % белых, 0,38 % азиатов, 1,69 % — других народностей. Испано- и латиноамериканцы составили 1,50 % от всех жителей округа.
Из 202 домашних хозяйств в 34,20 % — воспитывали детей в возрасте до 18 лет, 73,80 % представляли собой совместно проживающие супружеские пары, в 3,50 % семей женщины проживали без мужей, 21,80 % не имели семей. 19,80 % от общего числа семей на момент переписи жили самостоятельно, при этом 14,40 % составили одинокие пожилые люди в возрасте 65 лет и старше. Средний размер домашнего хозяйства составил 2,64 человек, а средний размер семьи — 3,01 человек.
Население округа по возрастному диапазону по данным переписи 2000 года распределилось следующим образом: 27,60 % — жители младше 18 лет, 5,30 % — между 18 и 24 годами, 26,10 % — от 25 до 44 лет, 22,90 % — от 45 до 64 лет и 18,20 % — в возрасте 65 лет и старше. Средний возраст жителей округа составил 41 год. На каждые 100 женщин в округе приходилось 99,60 мужчин, при этом на каждых сто женщин 18 лет и старше приходилось 97,90 мужчин также старше 18 лет.
Средний доход на одно домашнее хозяйство в округе составил 25 750 долларов США, а средний доход на одну семью в округе — 31 250 долларов. При этом мужчины имели средний доход в 25 192 доллара США в год против 13 393 долларов США среднегодового дохода у женщин. Доход на душу населения в округе составил 13 055 долларов США в год.

## Основные автодороги
- Автомагистраль 92
- Автомагистраль 97

## Населённые пункты

### Невключённые общины
- Рингголд
- Трайон